# オスカル・ヒリェマルク
オスカル・ヒリェマルク（Oscar Hiljemark, 1992年6月28日 - ）は、スウェーデン・ヨンショーピング県イスラヴェード出身の元サッカー選手、サッカー指導者。元スウェーデン代表。現役時代のポジションはMF。
オスカール・ヒリエマルクと表記される場合もある。

## 経歴

### クラブ
イスラヴェードISのユースチームでキャリアをスタートさせ、2008年にIFエルフスボリユースに移籍し、2010年、プロデビューを果たした。
2013年1月4日、オランダのPSVアイントホーフェンに4年契約で移籍した。
2015年、USチッタ・ディ・パレルモに4年契約で移籍した。
2017年1月26日、ジェノアCFCに移籍した。
2020年10月5日、オールボーBKに移籍した。

### 代表
スウェーデン代表として各年代でプレーし、2012年1月18日、親善試合のバーレーン代表戦でA代表初出場し、初ゴールを記録。

### 指導者
2021年6月16日、現役引退し、オールボーのアシスタントコーチに就任した。
2023年3月20日、デンマーク・スーペルリーガで降格圏に沈んでいたオールボーBKの監督に就任した。

## 代表歴

### 出場大会
- スウェーデン代表
  - 2018 FIFAワールドカップ

### 試合数
- 国際Aマッチ 28試合 2得点（2012年-2020年）[5]

| スウェーデン代表 | 国際Aマッチ | 国際Aマッチ |
| 年               | 出場        | 得点        |
| ---------------- | ----------- | ----------- |
| 2012             | 2           | 1           |
| 2013             | 1           | 0           |
| 2014             | 3           | 0           |
| 2015             | 1           | 0           |
| 2016             | 8           | 1           |
| 2017             | 3           | 0           |
| 2018             | 9           | 0           |
| 2019             | 0           | 0           |
| 2020             | 1           | 0           |
| 通算             | 28          | 2           |

### 得点
| #  | 日時           | 開催地 | 対戦相手   | スコア | 結果 | 大会                        |
| -- | -------------- | ------ | ---------- | ------ | ---- | --------------------------- |
| 1. | 2012年1月18日  | ドーハ | バーレーン | 2–0    | 2–0  | 親善試合                    |
| 2. | 2016年10月10日 | ソルナ | ブルガリア | 2–0    | 3–0  | 2018 FIFAワールドカップ予選 |